# Мерк, Кими
Кими Мерк (нем. Kimi Bjorn Merk; род. 6 июля 2004, Пирмазенс) — киргизский и немецкий футболист, полузащитник сборной Кыргызстана. Младший брат футболиста Кая Мерка.

## Клубная карьера
Родился в семье немца эмигрировавшего из Кыргызстана в Германию. Начал заниматься футболом в команде «Пирмазенс». С 2012 по 2023 год находился в системе клуба «Кайзерслаутерн».
С июля 2023 года — игрок ташкентского «Пахтакора». В чемпионате Узбекистана дебютировал 15 августа 2023 года в матче против «Насафа» (0:0). В сезоне 2023/24 дебютировал в Лиги чемпионов АФК. По итогам сезона 2023 года стал чемпионом Узбекистана.
В марте 2025 года подписал контракт с бишкекским «Дордоем» на полсезона. В июне 2025 года покинул команду по истечении указанного срока.

## Карьера в сборной
С 2023 года выступает за сборные Кыргызстана до 20 и 23 лет. В составе национальной сборной Кыргызстана дебютировал 12 октября 2023 года в товарищеском матче против Бахрейна (2:0).

### Список матчей за сборную Кыргызстана
| Матчи Кими Мерка за сборную Кыргызстана | Матчи Кими Мерка за сборную Кыргызстана | Матчи Кими Мерка за сборную Кыргызстана | Матчи Кими Мерка за сборную Кыргызстана | Матчи Кими Мерка за сборную Кыргызстана | Матчи Кими Мерка за сборную Кыргызстана | Матчи Кими Мерка за сборную Кыргызстана |
| №                                       | Дата                                    | Оппонент                                | Счёт                                    | Голы                                    | Соревнование                            |                                         |
| --------------------------------------- | --------------------------------------- | --------------------------------------- | --------------------------------------- | --------------------------------------- | --------------------------------------- | --------------------------------------- |
| 1                                       | 12 октября 2023                         | Бахрейн                                 | 0:2                                     | —                                       | Товарищеский матч                       |                                         |
| 2                                       | 15 октября 2023                         | Филиппины                               | 0:1                                     | —                                       | Товарищеский матч                       |                                         |
| 3                                       | 25 декабря 2023                         | Узбекистан                              | 1:4                                     | —                                       | Товарищеский матч                       |                                         |
| 4                                       | 30 декабря 2023                         | ОАЭ                                     | 0:1                                     | —                                       | Товарищеский матч                       |                                         |
| 5                                       | 5 января 2024                           | Сирия                                   | 1:1                                     | —                                       | Товарищеский матч                       |                                         |
| 6                                       | 9 января 2024                           | Вьетнам                                 | 2:1                                     | —                                       | Товарищеский матч                       |                                         |
| 7                                       | 16 января 2024                          | Таиланд                                 | 0:2                                     | —                                       | Кубок Азии 2023                         |                                         |
| 8                                       | 21 января 2024                          | Саудовская Аравия                       | 0:2                                     | —                                       | Кубок Азии 2023                         |                                         |
| 9                                       | 26 марта 2024                           | Тайвань                                 | 5:1                                     | 1                                       | Отборочный турнир ЧМ-2026               |                                         |

Итого: 9 матчей / 1 гол; 2 победы, 1 ничья, 6 поражений.

## Достижения
- Чемпион Узбекистана: 2023